# Grignols (Gironda)
Grignols è un comune francese di 1 141 abitanti situato nel dipartimento della Gironda nella regione della Nuova Aquitania.

## Società

### Evoluzione demografica
Abitanti censiti